# 水割
水割（日语：水割り）是一種雞尾酒，指的是用水稀釋酒精飲料的飲品，通常使用蒸餾酒，如威士忌或燒酎來製作。當提到水割而沒有具體的上下文時，通常指的是威士忌水割。日語中的「割り」（割）一詞，意思是「稀釋」，據說是三得利公司總裁齋木啓蔵創造的。在此之前，稀釋酒精的行為僅被稱為「薄める」（變淡）或類似的表達方式。

## 稀釋酒精的行為
在古希臘和古羅馬，葡萄酒是通過稀釋水來飲用的。純飲葡萄酒被認為是野蠻的行為。人們相信，直接飲用純酒對身體有害，會引起過度酒精中毒，導致暴力或瘋狂。將水加入葡萄酒被視為適當的禮儀，而相反地，將葡萄酒加入水則不被接受。
公元前4世紀的《长征记》中記載了埃及啤酒是一種「非常濃郁但美味的飲料，需要用水稀釋以適應」的描述。這表明啤酒有時是通過稀釋水來飲用的。
1740年，英國海軍開始通過水發放稀釋朗姆酒給水手，後來被稱為「格羅格」。
19世紀中葉，英國流行了一種名為「Gin Twist」的雞尾酒，它由等量的琴酒和水混合而成。
即使在現代，將威士忌與水稀釋的做法被稱為「whiskey and water」，並且受到世界各地許多人的喜愛。還有一種稱為「托迪」的威士忌混合飲料，是由威士忌、熱水、柑橘和香料混合而成的。這些飲品的共同特點是使用水稀釋酒精飲料以改變其口感和風味。

## 製作
水割是一種傳統的日本威士忌飲用方式，追求細膩的威士忌風味和酒精的平衡。它被視為一種尊重威士忌風味和品質的方式。
製作水割的一般步驟如下：
1. 在一個高球杯或者能夠牢固握住的杯子中加入冰塊。
2. 倒入約 30-45 毫升的威士忌並攪拌使其冷卻。
3. 加入礦泉水。威士忌和水的比例通常在 1:2 到 1:2.5 左右。
4. 攪拌數次。

## 變體

### 湯割
使用熱水代替冷水。加熱飲品可以增強香氣。使用帶有手柄的高球杯或者附有金屬手柄的高球杯（稱為「holder」）以防止它過熱而無法用手握住。最終溫度應比體溫高約25-30攝氏度（當然，個人喜好可能有所不同，可以更熱）。
它也被稱為「熱威士忌」。

### Twice Up
Twice Up 是一種以相等比例稀釋威士忌和水，而不使用冰塊的方式。
據說這樣可以在稀釋時享受到酒精蒸發時的香氣。由於強調香氣是主要目的，所以使用室溫的水而不是冷水。最好使用品酒杯來欣賞香氣，但也可以使用酒杯作為替代品。

## 商品化
在日本的酒類產業中，商品化「水割酒」一直是一個備受期待的目標。
然而，由於酒稅法的規定，罐裝或瓶裝的水割酒實際上是不可能生產的。
目前，只有瓶裝威士忌和瓶裝礦泉水是合法出售的。
儘管如此，由於威士忌水割是一種受歡迎的飲用方式，許多威士忌製造商會在其產品的說明中提到建議的稀釋比例和飲用方式。